# حملة غينيا الجديدة
كانت حملة غينيا الجديدة جزءًا من حرب المحيط الهادئ في الحرب العالمية الثانية استمرت منذ يناير من عام 1942 حتى نهاية الحرب في أغسطس من عام 1945. خلال الفترة المبكرة من الحرب في بداية عام 1942، احتلت الإمبراطورية اليابانية إقليم غينيا الجديدة الخاضع للإدارة الأسترالية في الثالث والعشرين من يناير، ثم إقليم بابوا الأسترالي في الحادي والعشرين من يوليو، كما اجتاحت غينيا الجديدة الغربية (بدءًا من 29/30 مارس)، والتي كانت جزءًا من مستعمرات الهند الشرقية الهولندية. خلال المرحلة الثانية من هذه الحملة، والتي بدأت من أواخر عام 1942 حتى توقيع اليابان استسلامها في نهاية الحرب، عمل الحلفاء -وتحديدًا القوات الأسترالية والأمريكية- على دحر اليابانيين بداية من بابوا، ثم إقليم غينيا الجديدة الأسترالي، وفي النهاية من المستعمرة الهولندية.
انتهت هذه الحملة بهزيمة ساحقة وخسائر فادحة للإمبراطورية اليابانية. كما هو حال معظم حملات حرب المحيط الهادئ، ألحق انتشار الأمراض والجوع خسائر في الجيش الياباني أكثر من النشاط العسكري المعادي. لم تتسنّ لغالبية جنود الجيش الياباني فرصة مواجهة قوات الحلفاء حتى، إنما تعرضوا ببساطة للحصار والعزل بشكل فعال من قبل القوات البحرية الأمريكية. حوصرت الحصون اليابانية بنجاح ومُنعت عنها شحنات الدعم الغذائي والدوائي. نتيجة ذلك يدعي بعض المحللين أن 97% من الضحايا اليابانيين في هذه الحملة هلكوا لأسباب غير متعلقة بالإصابات الحربية المباشرة.
تبعًا للمؤرخ العسكري الأسترالي جون لافين، إن حملة غينيا الجديدة «ربما كانت أكثر الحملات العسكرية التي شاركت فيها قوات الحلفاء مشقة خلال الحرب العالمية الثانية».

## 1942

### الوضع الاستراتيجي
بدأ الصراع على غينيا الجديدة باحتلال اليابانيين مدينة راباول في الطرف الشمالي الشرقي لجزيرة نيو بريتين في شهر يناير من عام 1942 (رد الحلفاء بمجموعة من الحملات المدفعية، والتي كانت عملية بوغاينفيل واحدة منها). تطل رابول على مرفأ سيمبسون، وهو ركيزة طبيعية هامة، ومكان مثالي لبناء القواعد الجوية. خلال العام التالي، عمل اليابانيون على تحويل المنطقة إلى قاعدة رئيسية للقوى البحرية والجوية اليابانية.
كان جيش المنطقة الثامنة الياباني (المكافئ لجيش أوروبي أو أمريكي)، تحت قيادة الجنرال هيتوشي إيمامورا مسؤولًا عن الحملات العسكرية في كل من غينيا الجديدة وجزر سليمان. كان الجيش الياباني الثامن عشر (المكافئ لفيلق أوروبي أو أمريكي)، تحت قيادة الفريق هاتازو أداشي مسؤولًا عن العمليات اليابانية على أراضي غينيا الجديدة.
كانت عاصمة المستعمرة بورت مورسبي على الساحل الجنوبي لبابوا نقطة إستراتيجية لليابانيين في منطقة العمليات هذه. مثل الاستيلاء على هذه المنطقة فرصة للتخلص من القاعدة الأمامية الرئيسية للحلفاء ومنصة تمهد للاجتياح الياباني المحتمل لأستراليا. من أجل هذه الأسباب ذاتها، كان الجنرال دوغلاس ماكارثر القائد الأعلى لقوات الحلفاء في منطقة جنوب غرب المحيط الهادئ مصرًا على الدفاع عن هذه المنطقة.
عقد الجنرال ماكارثر العزم أيضًا على احتلال كافة أراضي غينيا الجديدة في خطوة على طريق إعادة احتلال الفلبين. أصدر الجنرال دوغلاس ماكارثر بيان قيادة عمليات منطقة جنوب غرب المحيط الهادئ في الخامس والعشرين من مايو عام 1942، والذي يضع كافة القوات العسكرية البرية والبحرية والجوية الأسترالية والأمريكية في منطقة بورت مورسبي تحت سيطرة قوة غينيا الجديدة العسكرية.

### سيطرة اليابان على لاي وسالاماوا
شمال مدينة بورت مورسبي، وعلى الساحل الشمالي الشرقي لبابوا، يقع كل من خليج هوون وشبه جزيرة هوون. دخل الجيش الياباني موقعي لاي وسالاماوا المطلين على خليج هوون دون مقاومة تُذكر في أوائل مارس من عام 1942.
كان من مصلحة ماكارثر أن يمنع اليابانيين من السيطرة على هذه المنطقة، لكنه لم يكن يملك ما يكفي من القوات الجوية أو البحرية من أجل شن إنزال مضاد. كان اليابانيون في راباول وبقية القواعد العسكرية على نيو بريتين جاهزين للتغلب على أي هجوم عسكري للحلفاء في ذلك الوقت (بحلول منتصف سبتمبر، كانت القوة البحرية لماكارثر بكاملها تحت قيادة نائب الأميرال آرثر إس. كاربندر مكونة من خمسة طرادات وست مدمرات وعشرين غواصة وسبعة قوارب صغيرة). كان الرد الوحيد الذي تمكن الحلفاء من إجرائه هو قصف لاي وسالاماوا بالطائرات التي حلقت فوق سلسلة جبال أوين ستانلي، بالإضافة إلى حاملتي الطائرات الأمريكيتين يو إس إس لكسينغتون ويو إس إس يوركتاون، الأمر الذي دفع باليابانيين إلى تحصين هذه المواقع.

### الهجوم الياباني على بورت مورسبي
أطلق اليابانيون اسم «عملية مو» على خطتهم المبدئية لاحتلال بورت مورسبي. تطلبت خطة العمليات الموضوعة من قبلهم هجومًا خماسي الفروع: واحدة من فرق العمليات تؤسس قاعدة جوية بحرية في تولاغي ضمن منطقة جزر سليمان الدنيا، وفرقة أخرى تؤسس قاعدة جوية بحرية أخرى أرخبيل لويزياد قبالة أقصى شرق غينيا الجديدة، وفرقة لنقل الجنود إلى البر قرب بورت مورسبي، وفرقة مزودة بحاملة طائرات خفيفة لتأمين تغطية للإنزال البحري، والفرقة الأخيرة مجهزة بحاملتي طائرات مستعدتين لإغراق قوات المؤازرة التي قد يرسلها الحلفاء ردًا على الهجوم. في معركة بحر المرجان التي حدثت بين الرابع والثامن من مايو عام 1942، تكبد الحلفاء عددًا أكبر من الخسائر في السفن، لكنهم حققوا نصرًا استراتيجيًا حاسمًا من خلال دحر قوات الإنزال اليابانية، وبالتالي إزالة الخطر عن بورت مورسبي على المدى المنظور.
بعد هذا الفشل، قرر اليابانيون شن هجوم جديد أطول أمدًا وثنائي المحاور على بورت مورسبي. يجب تأمين المواقع الأمامية بدايةً في خليج ميلن الموجود على الطرف الشرقي من شبه جزيرة بابوا، وفي قرية بونا الواقعة على الساحل الشمالي الشرقي لبابوا في منتصف المسافة بين خليجي ميلن وهوون. كان من المقرر أن تجري عمليتان عسكريتان متزامنتان على هذين المحورين، إحداهما برمائية والأخرى برية بالكامل لتلتقي المجموعتان في المدينة المستهدفة.

### عبور سلسلة أوين ستانلي الجبلية
سقطت قرية بونا بسهولة، إذ لم يترك الحلفاء أي قوات للدفاع عنها (اتخذ ماكارثر قرارًا حكيمًا بعدم محاولة إجراء إنزال مظلي في القرية لأن اليابانيين كانوا ليتغلبوا عليهم بسهولة). احتل اليابانيون القرية بقوية عسكرية مبدئية مقدرة بـ 1,500 جندي في الحادي والعشرين من يوليو، وبحلول الثاني والعشرين من يوليو كان لديهم 11,430 جندي في بونا.
بعد ذلك بدأت حملة طريق كوكودا الجبلي المضنية، والتي كانت تجربة مريعة للمشاركين فيها على الجانبين الياباني والأسترالي. في السابع عشر من سبتمبر، وصل اليابانيون إلى قرية إيوريبايوا، على بعد 30 كيلومتر فحسب من القاعدة الجوية للحلفاء في بورت مورسبي. حافظ الأستراليون على مواقعهم وبدؤوا بالهجوم المعاكس في السادس والعشرين من الشهر ذاته. «تحول تراجع اليابانيين على طريق كوكودا الجبلي إلى انسحاب. هلك الآلاف نتيجة المجاعة وانتشار الأوبئة؛ أُغرق الجنرال هوري قائد القوات اليابانية». بهذا الشكل، انتهى الخطر البري المهدد لمدينة بورت مورسبي بشكل دائم.